# 清寺眞
清寺 眞（せいじ まこと、1926年 - 1982年9月30日）は、日本の医学者、皮膚科医。東北大学教授。色素細胞が作るメラニン顆粒”melanosome"の発見とその命名者。悪性黒色腫の4番目の病型を世界に先駆けて、掌蹠・爪下・粘膜型(palmoplantal-subungal-mucosal type)” として提唱 （残念ながら現在 欧米で提唱された末端黒子型(acral lentiginous type) が汎用されている）。

## 経歴
1926年2月1日鎌倉にて生まれ、東京の誠之小学校、府中第五中学校、旧制都立高校を経て、1949年に東京大学を卒業、翌年東京大学医学部皮膚科に入局し、北村包彦教授に師事した。学生時代から児玉桂三教授の生化学教室に出入りしたことから皮膚科学教室に入局後2年間、自らの希望によって生化学教室にて勉強し、糖代謝の新規酵素の発見にも貢献した。この時期に修得した生化学的知識がその後の研究の大きな推進力となった。
1954年10月から3年間勤めた群馬大学皮膚科助教授を辞し、1957年7月から米国オレゴン大学、翌年10月から英国オックスフォード大学、そして1959年9月から再び米国はのハーバード大学にて、フィッツパトリックFitzpatrick教授のもとで色素細胞におけるメラニン生成の研究に従事し、細胞内膜小器官としての”メラノソーム”の発見とその命名に主役を果たした。当時のオレゴン大学、ハーバード大学の教授で清寺の終生の師となったフィッツパトリック教授の研究室には、若い気鋭の日本からの留学生が絶えなかったが、そのなかでも教授はDr. Seijiを最も高く評価していたという。ところでメラノソームの分離、同定には当時使われ始めた超高速遠心分離機を用いた密度勾配遠心分離法を用いたが、その方法詳述した論文を米国から日本生化学会機関紙「生化学」投稿し、日本に初めてその技術を紹介した。
1961年12月に帰国し、順天堂大学皮膚科講師に就任、翌年12月に助教授に昇任した。この間皮膚科診療を行いつつ、精力的にチロシナーゼを軸にメラニン生成の研究に没頭した。余談になるが、メラノソームなどの細胞内膜小器官の分離には、超高速遠心分離機を用いた密度勾配遠心分離法を用いるが、その際には遠心機用のスウィング型ローターが必要である。当時の日本ではそれらが生産されていなかったため、清寺は米国から持ち帰ったスピンコ Ｌ型スウィングローターを日立に渡し、同形のものを作らせたという。これは、 前述の機関紙「生化学」への技術紹介とともに、日本の細胞生物学の発展に貢献したとも言えるエピソ－ドである。
1966年12月、東京医科歯科大学皮膚科教授就任。1969年10月 東北大学皮膚科教授就任した。清寺が東北大学に着任した年に新しい臨床研究棟が完成し、新体制の下に研究、臨床、教育がスタートされた。研究費にも恵まれ、皮膚科研究室には新しい電子顕微鏡、超遠心分離機、クリーンベンチ、低温実験室など最新設備が導入され、当時先進していた欧米の皮膚科研究に追いつけとばかりに、生化学、細胞生物学的手法を用いた研究が開始された。週3回の生化学、電顕、臨床に分けた最新の論文を読む抄読会、毎週土曜日の研究報告会が開催され、教室員にはかなりハードなスケジュールであった。その会の全てに清寺自身が出席し、活発にコメントを発した。
膜小器官メラノソームの発見の直後にメラノソーム形成過程の仮説”melanosome concept"を発表した。その仮説の中では、メラニン生成はkey enzymeであるtyrosinaseがゴルジ領域で生成されてメラノソームに移行し、メラノソーム内に到達して、メラニン生成が開始するというストーリーであった。この仮説を提出した1960年当時は、まだリボソームなど発見されておらず、ゴルジ領域あたりで蛋白合成が起こっているようだという程度の知識であったが、その10年後には小胞体にあるリボソームでタンパク合成が起こり、細胞内膜蛋白においては、様々な経路を経て膜小器官に移行することが明らかになり始めた。そこでtyrosinaseのリボソームでの合成や移行も同様に起こっているとしても不思議はないとされたのか、仮説として提出されたメラノソームの形成過程が、その後事実として世界的に教科書に引用された。清寺は科学者として、仮説のまま置くことが耐えられず、その証明に精力を注いだ。それと共に米国で手がけたtyrosinaseの不活化の現象の解明も続けた。
臨床面では専門分野のメラニンに関係した色素異常症、光線過敏症、悪性黒色腫の症例が集められ、研究成果が徐々にあがった。色素性乾皮症の分子生物学的研究に関しては、ＤＮＡ修復欠損率を測定することにより数群に分類され、さらにその率が臨床症状の軽重と密接な関係があることを示し、我が国における本疾患の分類体系化を早い時期に促進した。悪性黒色腫に関しては、東洋人と欧米人との間で発症部位に歴然たる差があることを指摘し、従来国際的に認められていた3型分類（結節型、表在拡大型、悪性黒子型）に合致しない第4の型として、掌蹠・爪下・粘膜型(palmoplantal-subungal-mucosal type)を世界に先駆けて報告した。欧米の研究者は粘膜型は少ないとして、この名称を認めず、第4型として粘膜を除き、掌蹠・爪下を統合した末端黒子型(acral lentiginous type)の名称を採用した。
国際的な感覚が必要ということで、医局員を積極的に留学させた。笹井陽一郎をオレゴン州のPrimate Research Center(サル類を研究する施設）へ、三浦隆をロンドン大学へ、佐藤照彦をハイデルベルク大学へ、熱海（旧姓高橋）正昭をハーバード大学へ、加藤泰三をフライブルグ大学へ、富田靖をNIH(National Institute of Health)へ留学させている。
東北大学着任後、清寺は数多くの国際的な研究会・学会を主催した。自分の研究テーマである色素細胞の研究を発展させるため、Pigment Cell Clubを主宰し、毎年発表会が仙台周辺で開催された。この研究会は全国の当時の医学系、生物系の色素細胞の研究者を集めたもので、現在の日本色素細胞学会の前身と考えても良い。1972年11月に「国際シンポジウム：光と皮膚のセミナー」（東京）を開催、1976年6月には「表皮の分化に関する日米合同セミナー」を仙台で開催し、タンパク質化学、電子顕微鏡による高分子構造の究明、組織培養に関する活発な討議がなされた。1978年には第77回日本皮膚科学会会頭として総会および学術大会を仙台で主催した。1980年11月には第11回国際色素細胞学会が仙台で開催され、海外から約100名、国内からも100名の参加者で活発な議論が交わされた。
1977年にメキシコにおいて開催された第15回国際皮膚科学会の席上、この大会を日本に誘致する演説を行った。演説は功を奏し第16回大体が日本で開催されることになった。清寺は事務総長として運営にあたり、1982年5月に大会は成功裏に開催されたが、清寺は参加することができなかった。その前から体調を崩していた清寺は同年9月30日、56歳で亡くなった。

## 清寺眞記念賞・Seiji Memorial Lecture
1984年清寺教授を記念して清寺眞記念賞が設けられた。第1回は1985年で三島豊が受賞した。
198x年から 清寺教授の業績を記念して、3年ごとに開催されるInternational Pigment Cell Conference（国際色素細胞学会）において、選出された演者により講演が行われる。

## 表彰
- 1961年 米国ADDの展示で金賞 「メラニンの分子生物学」
- 1966年 「山路ふみ子科学奨励賞」
- 1970年 米国研究皮膚科学会名誉会員
- 1979年 フランスおよびポーランド皮膚科学会名誉会員
- 1980年 マイロン・ゴードン賞 「長年のメラニンの生合成と本態解明にたいする多大な貢献にたいして」第11回国際色素細胞学会において。この賞は皮膚科関係ではフィッツパトリック教授とラーナー教授（イェール大学）に次いで3人目であった。[4]

## 文献
- 『丁未会百年のあゆみ』東北大学皮膚科同窓会百周年記念誌、2007、東北大学皮膚科同窓会編